# Pacifico Yokohama
El Pacífico Yokohama (en japonés: パシフィコ横浜) es un centro de convenciones en Japón que se encuentra en la región occidental de Minato Mirai Nishi-ku Yokohama, en la prefectura de Kanagawa. El centro de reuniones y el hotel Yokohama Grand InterContinental se terminaron el 29 de julio de 1991, con una sala de exposiciones, posteriormente completada el 12 de octubre. El 25 de abril de 1994, se completó el coliseo nacional. La palabra "Pacífico", se deriva de "pacificus" en latín. En 2001 fue designado el principal centro de prensa para la Copa Mundial de la FIFA de 2002 y más salas de exposición fueron construidas. Pacífico Yokohama también se utiliza como un lugar para conciertos y deportes como el boxeo.